# Embalse de Belesar
Embalse de Belesar är en reservoar i Spanien.   Den ligger i provinsen Provincia de Lugo och regionen Galicien, i den nordvästra delen av landet, 400 km nordväst om huvudstaden Madrid. Embalse de Belesar ligger 332 meter över havet. Arean är 10,5 kvadratkilometer. Omgivningarna runt Embalse de Belesar är en mosaik av jordbruksmark och naturlig växtlighet. Den sträcker sig 22,1 kilometer i nord-sydlig riktning, och 12,1 kilometer i öst-västlig riktning.